# Stockstadt am Main
Stockstadt am Main este o comună aflată în districtul Aschaffenburg, landul Bavaria, Germania.